# Parrot Records
Parrot Records est une label discographique indépendant américain, anciennement basé à Chicago, dans l'Illinois, actif entre 1952 et 1956.

## Histoire
Parrot Records est fondé en 1952 à Chicago, dans l'Illinois, par Al Benson (pseudonyme d'Arthur Leaner), un DJ local, à la suite de son label Old Swing-Master et produit des disques de blues et de rhythm and blues, de groupes vocaux de doo-wop et de gospel, ainsi que de jazz. Le label commence à fonctionner à la mi-1953, et dure jusqu'à la mi-1956. Plusieurs enregistrements de Parrot ont été publiés plus tard par Chess Records. Le label frère de Parrot, Blue Lake, a fonctionné de 1954 à 1956. Il y avait des plans pour une autre filiale, qui devait s'appeler Eagle, mais ils ont été abandonnés.
Parrot Records a eu une filiale, Blue Lake Records.

## Groupes et artistes
Les principaux groupes et artistes du label sont : Willie Mabon, J.B. Lenoir, Ahmad Jamal, The Flamingos, Little Willy Foster, et Coleman Hawkins.